# Matthias Kroß
Matthias Kroß (* 28. Mai 1953 in Osterode am Harz; † 2. Juli 2018 in Berlin) war ein deutscher Philosoph und langjähriger Referent am Einstein Forum in Potsdam.

## Leben
Nach dem Abitur studierte Matthias Kroß an der Philipps-Universität Marburg Geschichte und Politikwissenschaft auf Lehramt am Gymnasium. Nach dem Ersten Staatsexamen war er von 1977 bis 1979 am Institut für Neuere Geschichte der Phillips-Universität Marburg als wissenschaftlicher Mitarbeiter tätig. 1985 legte er das Zweite Staatsexamen für das Lehramt in Berlin ab. Im Jahr 1987 war Matthias Kroß als wissenschaftlicher Mitarbeiter am Bezirksamt Reinickendorf in Berlin tätig. Seit 1980 arbeitete er als Publizist und Wissenschaftsjournalist unter anderem für die Süddeutsche Zeitung und die Frankfurter Allgemeine. Daneben studierte er Philosophie und promovierte 1993 mit der Arbeit Klarheit als Selbstzweck. Wittgenstein über Philosophie, Religion, Ethik und Gewissheit. Er war als Kenner des Werks von Ludwig Wittgenstein anerkannt.
Am Einstein Forum in Potsdam war er von 1996 bis 2018 als Wissenschaftlicher Referent tätig, von 1998 bis 2016 zudem Lehrbeauftragter in der Fachrichtung Allgemeine Soziologie an der Universität Potsdam. Gastprofessuren führten ihn im Jahr 2008 nach Indien und 2010 an die Universität Wien.
Im Juni 2018 wurde er vom Einstein Forum in den Ruhestand verabschiedet. Am 2. Juli 2018 verstarb Kroß im Alter von 65 Jahren.

## Veröffentlichungen
- G. L. Bernini: Die Verzückung der Hl. Theresia. in: Tumult 6 – Engel. Büchse der Pandora, Wetzlar 1983, ISBN 3-88178-306-7, S. 53–63.
- als Herausgeber: Italien. Ein EXpress Reisehandbuch. Mundo-Verlag, Rieden am Forggensee 1988, ISBN 3-926966-21-1.
- Klarheit als Selbstzweck: Wittgenstein über Philosophie, Religion, Ethik und Gewissheit. Akademie-Verlag, Berlin 1993, ISBN 3-05-002436-4. (Reprint 2018, De Gruyter, ISBN 978-3-05-002436-3).
- als Herausgeber mit Thomas Karlauf und Ralph R. Wuthenow: Deutsche Freunde. Zwölf Doppelporträts. Rowohlt, Reinbek bei Hamburg 1997, ISBN 3-87134-243-2.
- als Herausgeber mit Gary Smith: Die ungewisse Evidenz: für eine Kulturgeschichte des Beweises. Akademie-Verlag, Berlin 1998, ISBN 3-05-003178-6.
- als Herausgeber mit Hans Julius Schneider: Mit Sprache spielen: die Ordnungen und das Offene nach Wittgenstein. Akademie-Verlag, Berlin 1999, ISBN 3-05-003279-0.
- als Herausgeber: Vom Verständnis der Natur. Akademie-Verlag, Berlin 2001, ISBN 3-05-003484-X.
- als Herausgeber mit Susan Neiman: Zum Glück. Akademie-Verlag, Berlin 2004, ISBN 3-05-004057-2.
- als Herausgeber mit Ulrich Arnswald, Jens Kertscher: Wittgenstein und die Metapher. Parerga, Berlin 2004, ISBN 3-937262-14-8. (darin: Die Selbstverständlichkeit der Metapher. Wittgensteins Entspannung eines  sprachphilosophischen Problems. S. 23–54.)
- als Herausgeber mit Günter Abel, Michael Nedo: Ludwig Wittgenstein: Ingenieur – Philosoph – Künstler. Wittgensteiniana, Band 1, Parerga, Berlin 2007, ISBN 978-3-937262-37-6.
- als Herausgeber: „Ein Netz von Normen“: Wittgenstein und die Mathematik. Parerga, Berlin 2008, ISBN 978-3-937262-36-9.
- als Herausgeber mit Rüdiger Zill: Metapherngeschichten: Perspektiven einer Theorie der Unbegrifflichkeit. Parerga, Berlin 2011, ISBN 978-3-937262-95-6.
- als Herausgeber mit Esther Ramharter: Wittgenstein übersetzen. Parerga, Berlin 2012, ISBN 978-3-943352-01-6.